# ティム・ミラー
ティム・ミラー（英語: Tim Miller、1973年 - ）は、アメリカ合衆国のコンテンポラリー・ジャズ、ジャズ・ロック・ギタリスト。

## 略歴
北テキサス大学音楽学部ジャズ科卒後、ダラスを中心にジャズ・クラブなどでジャム・セッションを行うなどの音楽活動を開始させた。1996年には『ギター・プレイヤー・マガジン』で紹介されるなどし、1997年からジャズ・ドラマーのアルド・ロマーノのバンド・メンバーとしてフランスのパリへと拠点を移した。2000年代になるとにニューヨークへと拠点を移し、ニューイングランド音楽院で博士課程を取得。現在、バークリー音楽大学の准教授や、サウスショア音楽院、通信教育のインターネット・ギター・レッスンズなどでの講師も行っている。

## ディスコグラフィ

### リーダー・アルバム
- With The Distance (1997年、ADM)
- Sides (2002年、ADM)
- Trio (2005年)
- Trio Volume 2 (2008年)
- Trio Volume 3 (2017年)
- Synergy (2022年)

### 参加アルバム
アルド・ロマーノ
- 『コーナーズ』 - Corners (1999年、Label Bleu)

トニー・グレイ
- 『チェイシング・シャドウズ』 - Chasing Shadows (2008年)

ヤネク・グウィズダーラ
- It Only Happens Once (2012年)[2]

## 教則本
ミック・グッドリック共著書
- 2012: Creative Chordal Harmony for Guitar: Using Generic Modality Compression